# معرض بغداد الدولي
معرض بغداد الدولي هو معرض دولي يقام في بغداد على أرض تابعة لوزارة التجارة مختصة بتنظيم المعارض والمؤتمرات وإقامة الفعاليات والمهرجانات الدولية.
ويقام المعرض على مساحة أرض واسعة في حي المنصور، شارع دمشق في بغداد، العراق. ويقام سنويا.
وتقام معارض تخصصية تنظمها شركات قطاع خاص تابعة إلى معرض بغداد برعاية ودعم الحكومة العراقية.
وتعرض على أرضه الكثير من الدول منتوجاتها وخدماتها. يتم إدارة معرض بغداد الدولي من قِبل الشركة العامة للمعارض والخدمات التجارية العراقية.

## التاريخ
كان أول معرض زراعي وصناعي أُقيم على أرض معرض بغداد الدولي في عام 1957م، ونظمه لواء بغداد آنذاك، وفي عام 1959م تأسست مصلحة المعارض العراقية وأُقيم معرض للإحتفال بثورة 14 تموز. وفي عام 1964م تغير اسم المعرض إلى (معرض بغداد الدولي). كانت البداية الحقيقية لمعرض بغداد الدولي عام 1964 منذ أن أصبح ذا صفة دولية حيث شارك في هذا الدورة الأولى 83 شركة وبمشاركة خمسة دول عربية.

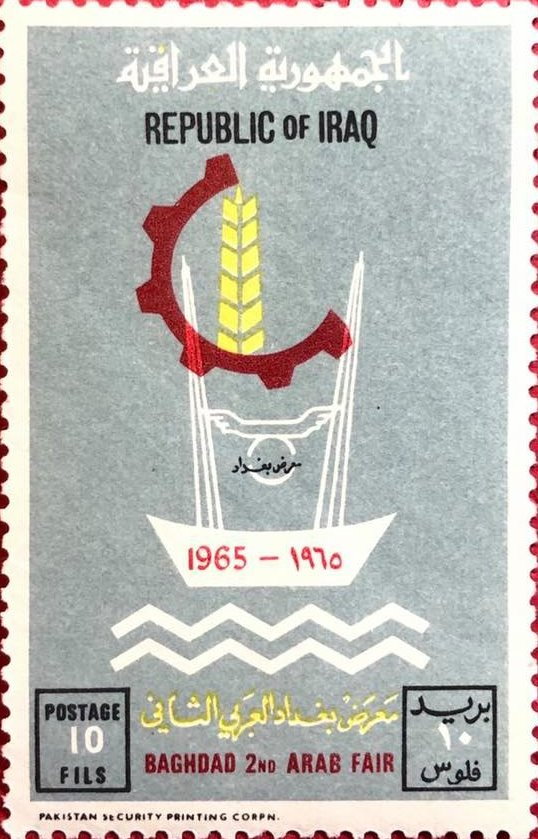
طابع بريدي عراقي فئة 10 فلوس صدر عام 1965 بمناسبة معرض بغداد الدولي الثاني